# Покровское (шахтоуправление)
ЧАО «Шахтоуправление „Покровское“» (ранее ОАО «Угольная компания „Шахта Красноармейская-Западная № 1“») — ведущее угледобывающее предприятие Украины, находящееся в городе Покровск (пгт Удачное) Донецкой области. Генеральный директор — Валерий Геннадьевич Яковенко.
Добыча угля в 2012 году превысила 8 млн тонн. ОАО «Угольная компания „Шахта Красноармейская-Западная № 1“» реорганизовано в горнопромышленное предприятие ПАО «Шахтоуправление „Покровское“».
Предприятие закончило 2010 год с чистым убытком в 76,461 млн гривен, в то время как 2009 год предприятие завершило с чистой прибылью в 22,335 млн гривен.

## Вспышка метана в 2010 году
28 марта 2010 года, в 7:55 в 7-й южной бортовой лаве блока 6 шахты «Красноармейская-Западная № 1» во время добычи угля комбайном произошла вспышка метана. По итогам служебного расследования было выяснено, что вспышка произошла из-за нарушения герметичности механического затвора крышки пускателя ПРВИ-250, через который был запитан привод бурильной установки.
На момент аварии в шахте находилось 720 человек, из которых 27 были на аварийном участке. Все люди из шахты выведены на поверхность. По предварительным данным, в результате аварии пострадали три человека, которые получили незначительные ожоги.